# La Rue-Saint-Pierre (Normandia)
La Rue-Saint-Pierre è un comune francese di 655 abitanti situato nel dipartimento della Senna Marittima nella regione della Normandia.

## Società

### Evoluzione demografica
Abitanti censiti